# Dominique Dejosé
Dominique Dejosé (* 14. Juli 1960 in Rocourt) ist ein ehemaliger belgischer Radrennfahrer und nationaler Meister im Radsport.

## Sportliche Laufbahn
Dejosé war im Bahnradsport aktiv. Von 1986 bis 1989 sowie 1991 holte er bei den belgischen Bahnmeisterschaften der Amateure den Titel im Zeitfahren. 1992 gewann er die Meisterschaft im Sprint vor Patrick Cools. Vizemeister im Zeitfahren wurde er 1985, 1990 und 1993, im Sprint 1985, 1991 und 1993, im Omnium 1987, im Punktefahren 1989. Mehrfach wurde er Dritter in Meisterschaftsrennen. 1992 und 1993 startete er als Berufsfahrer.